# Jay L. Johnson

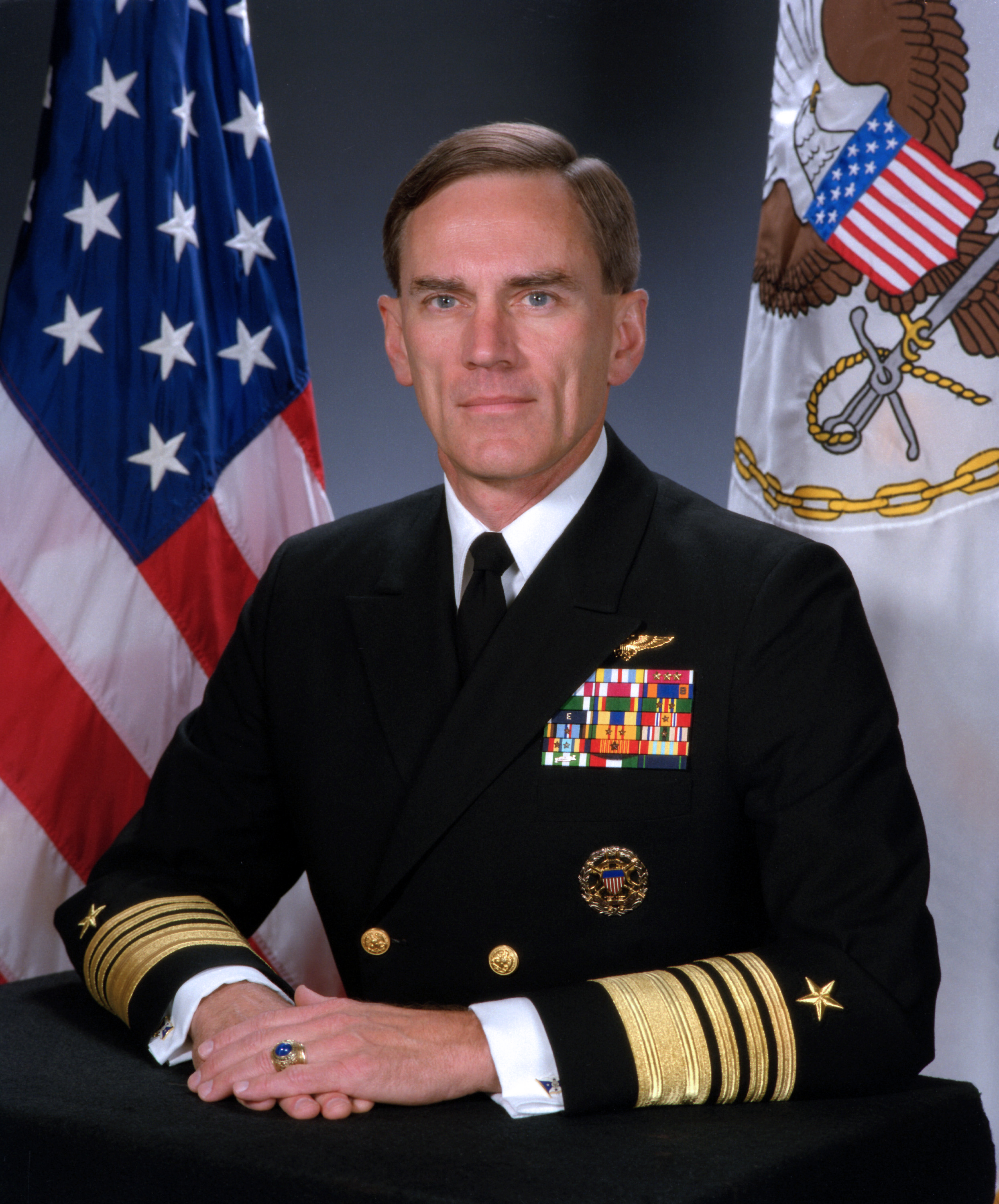
Admiral Jay L. Johnson

Jay L. Johnson (* 5. Juni 1946 in Great Falls, Montana) ist ein ehemaliger Admiral der US Navy und war von 1996 bis 2000 der 26. Chief of Naval Operations (CNO). Er übernahm den Posten nach dem Tod von Admiral Jeremy M. Boorda.

## Militärische Laufbahn
Johnson wurde in Great Falls, Montana, geboren und wuchs in West Salem, Wisconsin auf. Er graduierte 1968 an der United States Naval Academy. Nach Beendigung seines Flugtrainings wurde Johnson 1969 Marineflieger.
Sein erster Einsatz auf einem Träger war auf der Oriskany, auf der er die F8J „Crusader“ der „Fighter Squadron One Nine One (VF-191)“ flog. Spätere „Squadrons“ und Einsätze nach der Umstellung auf die F-14 Tomcat waren: VF-142, VF-101, Kommandierender Offizier der VF-84; Commander Air Group (CAG) des Carrier Air Wing One; Assistent des Chefs des Operationsstabes der SIXTH Fleet; und CAG des Carrier Air Wing One als „Senior Air Wing Commander“.
Sein erstes Kommando als Flaggoffizier war im Personalbüro der US Navy. Im Oktober 1992 wurde er Kommandeur der Trägerkampfgruppe Acht, Theodore Roosevelt. Im Juli 1994 wurde Johnson Kommandeur der Zweiten Flotte.
Ab März 1996 diente er als 28. Vice Chief of Naval Operations im Verteidigungsministerium der Vereinigten Staaten in Washington, D.C. Nach dem Suizid von Admiral Jeremy M. Boorda war Admiral Johnson vom 16. Mai 1996 bis zum 21. Juli 2000 der 26. Chief of Naval Operations.
Ab September 2008 wird Jay Johnson im Vorstand von General Dynamics arbeiten, ab dem 1. Juli 2009 ist er als Chief Executive Officer vorgesehen.

## Auszeichnungen
Auswahl der Dekorationen, sortiert in Anlehnung der Order of Precedence of the Military Awards:
- Defense Distinguished Service Medal
- Defense Superior Service Medal
- Legion of Merit (4 ×)
- Defense Meritorious Service Medal
- Meritorious Service Medal
- Air Medal (8 ×)
- Navy & Marine Corps Commendation Medal